# Liste des maires de Basse-Terre
La liste des maires de Basse-Terre présente la liste des maires de la commune française de Basse-Terre, située dans le département et la région Guadeloupe.

## Hôtel de ville

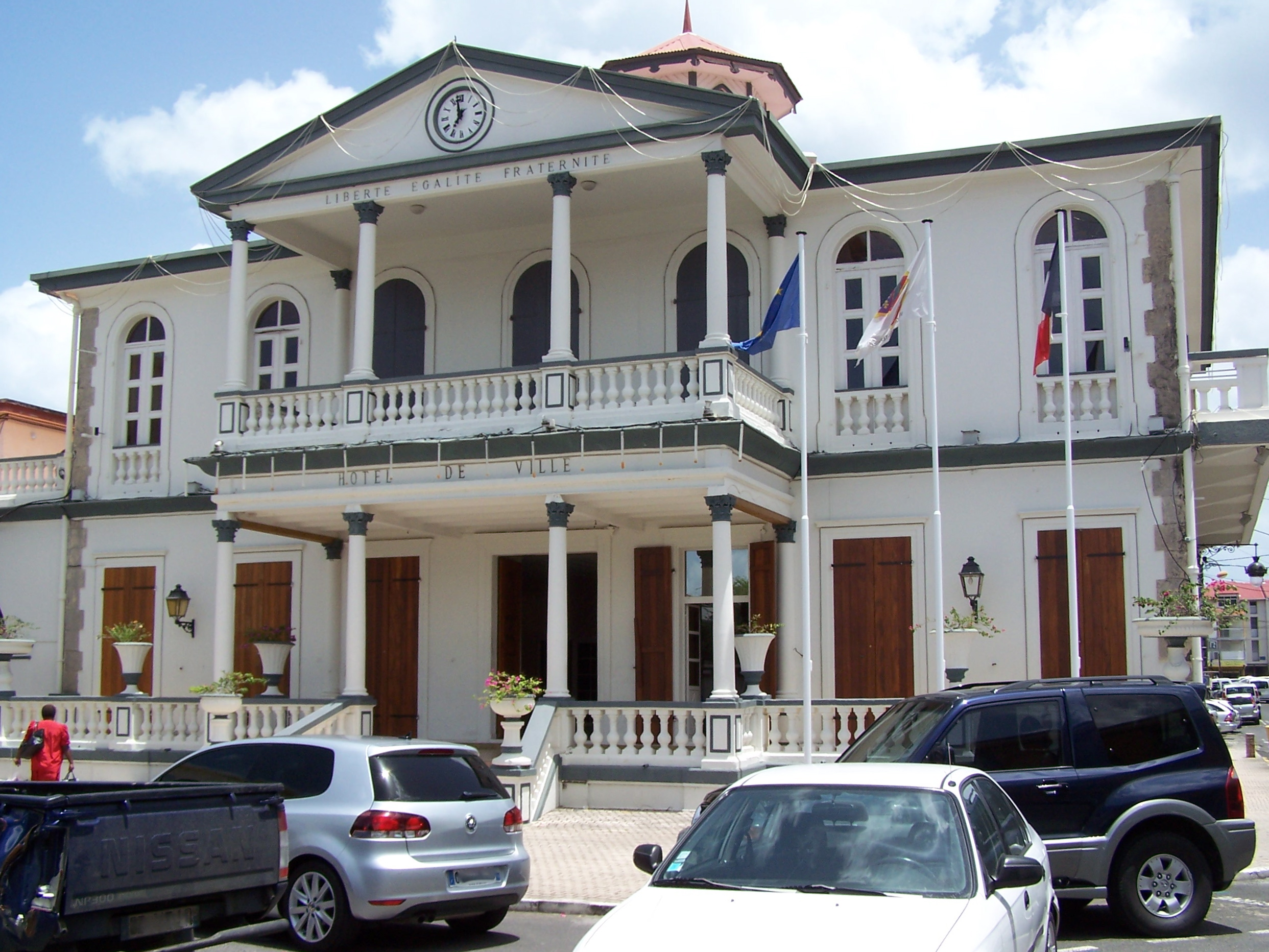
L'hôtel de ville de Basse-Terre.

## Liste des maires

### Entre 1790 et 1944
| Période                                  | Période | Identité                                | Étiquette | Qualité   |
| ---------------------------------------- | ------- | --------------------------------------- | --------- | --------- |
| 1790                                     | 1792    | Jean Baptiste Louis Thirus de Pautrizel |           | Militaire |
| 1792                                     |         | M. La Graët                             |           |           |
| 1821                                     | 1828    | M. Baudet                               |           |           |
| 1828                                     | 1829    | M. Baudet                               |           |           |
| 1831                                     | 1837    | M. Duperron                             |           |           |
| 1837                                     | 1843    | Jean Rémi Terrail                       |           |           |
| 1843                                     | 1846    | Charles Le Dentu                        |           |           |
| 1847                                     | 1848    | Aristide Lignières                      |           |           |
| 1848                                     | 1848    | J. L. Rousseau                          |           |           |
| 1848                                     | 1848    | Lomont Bernard                          |           |           |
| 1848                                     | 1850    | P. H. Laurichesse                       |           |           |
| 1850                                     | 1850    | M. Pothonier                            |           |           |
| 1850                                     | 1852    | P. H. Laurichesse                       |           |           |
| 1853                                     | 1854    | M. Puech                                |           |           |
| 1854                                     | 1863    | M. Rullier                              |           |           |
| 1863                                     | 1869    | A. Eggimann                             |           |           |
| 1869                                     | 1871    | Aristide Lignères                       |           |           |
| 1871                                     | 1876    | Émile Le Dentu                          |           |           |
| 1876                                     | 1883    | Richard Jean-Romain                     |           |           |
| 1883                                     | 1884    | Hildebert Bernus                        |           |           |
| 1884                                     | 1888    | Auguste Silvie                          |           |           |
| 1888                                     | 1893    | Hildebert Bernus                        |           |           |
| 1893                                     | 1894    | J. Cascon                               |           |           |
| 1897                                     | 1902    | Wilfrid Montout                         |           |           |
| 1897                                     | 1900    | Delmance Demonchy                       |           |           |
| 1911                                     | 1925    | Arnaud Lignières                        |           |           |
| 1925                                     | 1933    | Georges Favreau                         |           |           |
| 1933                                     | 1938    | Maurice Marie-Claire                    |           |           |
| 1938                                     | 1941    | Maurice Martin                          |           |           |
| Les données manquantes sont à compléter. |         |                                         |           |           |
| 1943                                     | 1944    | Maurice Martin                          |           |           |
| Les données manquantes sont à compléter. |         |                                         |           |           |

### Depuis 1945
| Période        | Période        | Identité               | Étiquette      | Qualité |
| -------------- | -------------- | ---------------------- | -------------- | --- |
| 1945           | 1951           | Joseph Pitat           | SFIO           | Médecin Conseiller général du canton de Basse-Terre-2 (1945 → 1949) Président du conseil général de la Guadeloupe (1945 → 1949)                                                   |
| 1951           | mai 1953       | Annibal Waneybergue    | SFIO           | Payeur hors classe des colonies retraité, conseiller municipal Chevalier de la Légion d'honneur                                                                                   |
| mai 1953       | mars 1959      | Élie Chaufrein         | PCF            | Professeur |
| mars 1959      | mars 1971      | Gaston Feuillard       | CNIP Gaulliste | Avocat Député de la 3e circonscription de la Guadeloupe (1958 → 1973) Conseiller général du canton de Basse-Terre-2 (1949 → 1970)                                                 |
| mars 1971      | juin 1995      | Jérôme Cléry           | PCG puis PPDG  | Médecin Conseiller général du canton de Basse-Terre-1 (1970 → 1994) 1er vice-président du conseil régional de la Guadeloupe,                                                      |
| juin 1995      | mars 2001      | Lucette Michaux-Chevry | RPR            | Avocate Sénatrice de la Guadeloupe (1995 → 2011) Présidente du conseil régional de la Guadeloupe (1992,/1993, → 2004)                                                             |
| mars 2001      | septembre 2001 | Pierre Martin          | DVD            | Ingénieur des Eaux et Forêts |
| septembre 2001 | mars 2008      | Guy Georges            | DVD            | Commerçant Conseiller municipal (1995 → 2001) Adjoint au maire (2001) Conseiller général du canton de Basse-Terre-2 (2008 → 2015)                                                 |
| mars 2008      | mai 2014       | Lucette Michaux-Chevry | UMP            | Avocate, ancienne ministre Sénatrice de la Guadeloupe (1995 → 2011) Présidente de la CA Grand Sud Caraïbe (2012 → 2019)                                                           |
| 16 mai 2014    | 3 juillet 2020 | Marie-Luce Penchard    | UMP → LR       | Administratrice territoriale, ancienne ministre de l'Outre-mer Conseillère régionale de la Guadeloupe (2010 → ) 2e vice-présidente du conseil régional de la Guadeloupe (2015 → ) |
| 4 juillet 2020 | en cours       | André Atallah,         | FGPS           | Médecin cardiologue Conseiller régional de la Guadeloupe (2010 → 2015) |